# Chrysosporium filiforme
Chrysosporium filiforme är en svampart som beskrevs av Sigler, J.W. Carmich. & H.S. Whitney 1982. Chrysosporium filiforme ingår i släktet Chrysosporium och familjen Onygenaceae.   Inga underarter finns listade i Catalogue of Life.